# Adis
Os adis são um grupo étnico que habita a fronteira entre o Tibete (prefeitura de Nyingchi) e o estado indiano de Arunachal Pradesh, aparentado com os mishings. Pertencentes à raça mongólica, falam uma língua do grupo tibeto-birmanês e também são chamados povo Bangni-Bokar Lhoba. O termo abores (considerado depreciativo) caiu em desuso.